# Vương quốc Württemberg
Vương quốc Württemberg (tiếng Đức: Königreich Württemberg) là một quốc gia có nguồn gốc từ năm 1805 đến năm 1918, nằm trong khu vực hiện nay là Baden-Württemberg. Vương quốc này là sự tiếp nối của Công quốc Württemberg, tồn tại từ năm 1495 đến năm 1805. Trước năm 1495, Württemberg là một hạt ở công quốc cũ thuộc Swabia, đã bị giải thể sau cái chết của Công tước Conradin vào năm 1268.
Các ranh giới của Vương quốc Württemberg, được xác định năm 1813, nằm giữa 47°34' và 49°35' về phía bắc và 8°15' và 10°30' về phía đông. Khoảng cách lớn nhất về phía bắc đến nam bao gồm 225 km (140 mi) và đông nhất về phía tây là 160 km (99 dặm). Biên giới có tổng chiều dài 1.800 km (1.100 dặm) và tổng diện tích của bang là 19.508 km² (7.322 dặm vuông).
Nước này có biên giới với Bayern về phía Đông và nam, với Baden ở phía Bắc, phía Tây và Nam. Phần phía Nam bao quanh bang Phổ ở Hohenzollern trên hầu hết các mặt của nó và chạm vào Hồ Constance.

## Lịch sử

### Frederick II
Vương quốc Württemberg như nó đã tồn tại từ cuối của cuộc chiến tranh Napoleon đến khi kết thúc Thế chiến I. Từ năm 1815 đến năm 1866 nó là một thành viên của Liên bang Đức và từ năm 1871 đến năm 1918 nó là một nhà nước liên bang trong Đế quốc Đức.
Frederick II của Công tước xứ (hay Công quốc) Württemberg nắm giữ danh hiệu của vua Frederick I vào ngày 1 tháng 1 năm 1806. Ông ta đã huỷ bỏ hiến pháp và đoàn kết Württemberg cũ và mới. Sau đó, ông đặt tài sản của nhà thờ dưới sự kiểm soát của chính phủ và mở rộng biên giới của vương quốc bằng quá trình trung gian.
Năm 1806, Frederick gia nhập Liên bang Rhine và nhận thêm lãnh thổ với 160.000 cư dân. Sau đó, bởi Hòa ước Vienna tháng 10 năm 1809, có khoảng 110.000 người khác thuộc quyền cai trị của ông. Đổi lại những ưu đãi này, Frederick gia nhập Hoàng đế Pháp Napoleon trong các chiến dịch chống lại Phổ, Áo và Nga. Trong số 16.000 đối tượng của ông đã diễu hành tới Moscow, chỉ có vài trăm người trở về. Sau trận Leipzig vào tháng 10 năm 1813, Frederick bỏ nhà vua Pháp và, theo một hiệp ước với Metternich ở Fulda vào tháng 11 năm 1813, ông đã xác nhận danh hiệu hoàng gia và về việc ông mua lại lãnh thổ gần đây. Trong khi quân đội của ông tiến vào Pháp với các đồng minh. Năm 1815, nhà vua gia nhập Liên bang Đức, nhưng Quốc hội Vienna đã không thay đổi phạm vi đất đai của mình. Trong cùng năm đó, ông đã trình bày trước các đại diện của người dân về đề cương về một hiến pháp mới nhưng họ bác bỏ nó, và giữa lúc xảy ra cuộc nổi dậy, Frederick qua đời ngày 30 tháng 10 năm 1816.

### William I
Frederick được kế vị bởi con trai của ông, William I, người sau nhiều cuộc thảo luận, ban hành một hiến pháp mới vào tháng 9 năm 1819. Hiến pháp này (với các sửa đổi tiếp theo) vẫn còn hiệu lực cho đến năm 1918 (xem Württemberg). Mong muốn cho tự do chính trị lớn hơn không hoàn toàn biến mất theo hiến pháp năm 1819, và sau năm 1830, một số bất ổn tạm thời xảy ra.
Một thời gian im lặng và tình trạng của vương quốc, giáo dục, nông nghiệp, thương mại và nền kinh tế được cải thiện. Cả trong công chúng và trong các vấn đề cá nhân, sự tiết kiệm của William đã giúp cải thiện tình hình tài chánh tan vỡ của đất nước. Sự bao gồm của Württemberg trong Zollverein Đức và xây dựng đường sắt được thúc đẩy thương mại.
Phong trào cách mạng năm 1848 đã không để lại Württemberg mặc dù không xảy ra bạo lực trên lãnh thổ. William đã phải miễn nhiệm Johannes Schlayer (1792-1860) và các bộ trưởng khác của ông, và chỉ định những người đàn ông với những ý tưởng tự do hơn, những người đề xướng về một nước Đức thống nhất. William tuyên bố một hiến pháp dân chủ, nhưng ngay khi phong trào đã cai quản lực lượng, ông bác bỏ các bộ trưởng tự do, và vào tháng 10 năm 1849, Schlayer và các cộng sự của ông trở lại nắm quyền. Năm 1851, bằng cách can thiệp vào các quyền bầu cử phổ biến, nhà vua và các bộ trưởng đã thành công trong việc tập hợp một chế độ ăn kiêng có chủ đích đầu hàng những đặc quyền đã đạt được từ năm 1848. Theo cách này, chính quyền khôi phục hiến pháp năm 1819 và quyền lực được chuyển sang tay quan liêu. Một sự kết hợp với chức vụ giáo hoàng đã chứng minh gần như là hành động cuối cùng của triều đại dài của William, nhưng Quốc hội đã bác bỏ thỏa thuận.